# کورلند
کورلند (به لاتین: Courland) یکی از چهار منطقه اصلی لتونی است. بزرگ‌ترین شهر آن لیپایا است که سومین شهر بزرگ لتونی به‌شمار می‌رود.

## جغرافیا و اقلیم
کورلند واقع در غرب لتونی، تقریباً با مناطق سابق لتونی کولدیگا، لیپاجا، سالدوس، تالسی، توکومس و ونتسپیلس مطابقت دارد.
هنگامی که با Semigallia و Selonia ترکیب می‌شود، مرز شمال شرقی کورلند Daugava است که آن را از مناطق Latgale و Vidzeme جدا می‌کند. در شمال، ساحل کورلند در امتداد خلیج ریگا قرار دارد. از غرب با دریای بالتیک و از جنوب با لیتوانی همسایه است. بین ۵۵ درجه و ۴۵ دقیقه و ۵۷ درجه و ۴۵ دقیقه شمالی و ۲۱ درجه و ۲۷ درجه شرقی قرار دارد.
این نام همچنین در تف Curonian و لیتوانی Karšuvos giria - چوب Courland یافت می‌شود.
این منطقه ۲۷۲۸۶ کیلومتر مربع (۱۰۵۳۵ مایل مربع) است که ۲۶۲ کیلومتر مربع (۱۰۱ مایل مربع) از دریاچه‌ها تشکیل شده‌است. مناظر به‌طور کلی دارای ویژگی‌های کم ارتفاع و مواج، با مناطق ساحلی هموار و باتلاقی است. فضای داخلی دارای تپه‌های شنی پوشیده از کاج، صنوبر، توس، و بلوط، با باتلاق‌ها و دریاچه‌ها، و تکه‌های حاصلخیز در بین آنها است. ارتفاع کورلند هرگز بیش از ۲۱۳ متر (۶۹۹ فوت) از سطح دریا بالا نمی‌رود.
دشت جلگاوا کورلند را به دو قسمت تقسیم می‌کند، ضلع غربی که به جز شمال، حاصل‌خیز و پر سکنه است و ضلع شرقی، کمتر حاصلخیز و کم سکنه است.[۱]
نزدیک به صد رودخانه از کورلند تخلیه می‌شود، اما تنها سه تا از این رودخانه‌ها - داوگاوا، لیلوپه و ونتا - قابل کشتیرانی هستند. همه آنها به سمت شمال غربی سرازیر می‌شوند و به دریای بالتیک می‌ریزند.[۱]
کورلند به دلیل دریاچه‌ها و باتلاق‌های متعددش دارای آب و هوای مرطوب، اغلب مه آلود و متغیر است. زمستان‌های آن سخت است.

## تاریخچه
تاریخ اولیه
در زمان‌های قدیم کورونی‌ها، قبیله ای بت‌پرست، ساکن کورلند بودند. برادران شمشیر، یک دستور نظامی کاتولیک آلمانی، کورونی‌ها را تحت سلطه خود درآوردند و آنها را در ربع اول قرن سیزدهم به مسیحیت گرویدند؛ بنابراین در سال ۱۲۳۰، پادشاه کورونی، لامکینوس (Lamiķis) مستقیماً با نماینده پاپ صلح کرد. او غسل تعمید را پذیرفت و تابع پاپ شد.[۲] در سال ۱۲۳۷ این منطقه به دلیل ادغام این راسته با گروه برادران شمشیر به فرمانروایی فرقه توتونی درآمد.[۱]
کنفدراسیون لیوونی
نوشتار اصلی: کنفدراسیون لیوونی
کنفدراسیون لیوونی کنفدراسیونی بود که به‌طور ضعیف سازمان‌دهی شده بود که توسط فرمان لیوونی به رهبری آلمان و اسقف‌های مختلف تشکیل شد که بخش اعظم استونی و لتونی کنونی را در بر می‌گرفت. از سال ۱۲۲۸ تا ۱۵۶۰ وجود داشت، زمانی که توسط تزاروم روسیه در طول جنگ لیوونی تجزیه شد.
دوک نشین کورلند و مشترک المنافع لهستان-لیتوانی، ۱۵۶۱–۱۷۹۵
دوک نشین کورلند و سمیگالیا و ناحیه پیلتن همان‌طور که در سال ۱۷۴۰ ظاهر شد
مقالات اصلی: دوک نشین کورلند و سمیگالیا و استعمار کورونی
دوک نشین کورلند و سمیگالیا یک دوک نشین نیمه مستقل بود که از سال ۱۵۶۱ تا ۱۷۹۵ وجود داشت و مناطق کورلند و سمیگالیا را در بر می‌گرفت. اگرچه اسماً یک دولت تابعه مشترک المنافع لهستان-لیتوانی بود، اما دوک‌ها به‌طور مستقل عمل می‌کردند. در قرن ۱۸، روسیه نفوذ زیادی بر دوک نشین به دست آورد. ملکه آینده آنا روسیه از سال ۱۷۱۱ تا رسیدن به تاج و تخت روسیه در سال ۱۷۳۰ به عنوان نایب السلطنه در آنجا خدمت کرد. در عوض ارنست یوهان فون بیرون.
دوک نشین یکی از کوچک‌ترین کشورهای اروپایی بود که سرزمین‌های ماوراء بحری را مستعمره کرد و در جزایر توباگو و ترینیداد در دریای کارائیب و در مصب رودخانه گامبیا در آفریقا در جایی که در آن زمان به نام جزیره جیمز شناخته می‌شد، پایگاه‌هایی با عمر کوتاه ایجاد کرد.[۳]
در سال ۱۷۹۵، آخرین دوک، پیتر فون بیرون، دوک نشین را به امپراتوری روسیه واگذار کرد.
اسقف سابق کورلند مستقیماً به عنوان ناحیه پیلتن وندن و بعداً به عنوان Voivodeship Inflanty در کشورهای مشترک المنافع لهستان-لیتوانی ادغام شد.
کورلند به عنوان بخشی از امپراتوری روسیه
پس از الحاق به امپراتوری روسیه، قلمرو دوک نشین سابق، فرمانداری کورلند را تشکیل داد.
از زمان جنگ‌های صلیبی شمالی در اوایل قرن سیزدهم، بیشتر زمین‌ها متعلق به اشراف‌زاده‌های مهاجمان آلمانی بود. در سال ۱۸۶۳، مقامات روسیه قوانینی را صادر کردند تا لتونی‌ها را که بخش عمده ای از جمعیت را تشکیل می‌دادند، قادر به تصاحب مزارع خود کنند و بانک‌های ویژه ای برای کمک به آنها تأسیس شد. به این ترتیب، برخی از ساکنان مزارع خود را خریداری کردند، اما توده عظیمی از جمعیت بدون زمین ماندند، و به عنوان کارگران مزدور زندگی می‌کردند و موقعیت پایینی در مقیاس اجتماعی اشغال می‌کردند.[۱]
کشاورزی شغل اصلی بود و عمده محصولات آن چاودار، جو، جو، گندم، کتان و سیب زمینی بود. املاک بزرگ کشاورزی را با مهارت و دانش علمی انجام می‌دادند. میوه به خوبی رشد کرد. نژادهای عالی گاو، گوسفند و خوک نگهداری می‌شد. لیپاجا و جلگاوا به‌عنوان مراکز صنعتی اصلی، با کارخانه‌های آهن‌سازی، ماشین‌آلات کشاورزی، دباغ‌سازی، شیشه‌سازی و صابون‌سازی فعالیت می‌کردند. ریسندگی کتان بیشتر به عنوان یک صنعت داخلی صورت می‌گرفت. آهن و سنگ آهک کانی‌های اصلی بودند. یک کهربای کوچک در ساحل پیدا شد. تنها بندرهای دریایی لیپاجا، ونتسپیلز و پالانگا بودند که هیچ بندری در ساحل کورلند خلیج ریگا وجود نداشت.
جمعیت
ساکنان کورلند بر اساس قومیت (۲۰۱۱)[۴]
لتونیایی‌ها
۷۵٫۸٪
روس‌ها
۱۴٫۷٪
لیتوانیایی‌ها
۲٫۶٪
اوکراینی‌ها
۲٫۵٪
بلاروسی‌ها
۲٫۰٪
لهستانی‌ها
۰٫۷٪
دیگران
۱٫۷٪
در سال ۱۸۷۰ جمعیت ۶۱۹۱۵۴ نفر بود. در سال ۱۸۹۷، ۶۷۴۴۳۷ نفر بود (از این تعداد ۳۴۵۷۵۶ زن بودند). در سال ۱۹۰۶ حدود ۷۱۴۲۰۰ تخمین زده شد. از کل، ۷۹٪ لتونیایی، ۸٫۴٪ آلمانی بالتیک، حدود ۸٪ یهودی، ۱٫۴٪ روس، ۱٪ لیتوانیایی، ۱٪ لهستانی، و برخی از لیوونیایی‌ها بودند.
شهرهای اصلی ده ناحیه جلگاوا (میتائو)، پایتخت کورلند (با جمعیت ۳۵۰۱۱ در سال ۱۸۹۷) بودند. Liepāja (Libau) (pop. 64500 در ۱۸۹۷); باوسکا (۶۵۴۳); یاونجلگاوا (فریدریششتات) (5223); Kuldīga (Goldingen) (9,733); Grobiņa (1,489); Aizpute (Hasenpoth) (3,338); Ilūkste (Illuxt) (2,340); طلسی (تالسن) (۶٬۲۱۵); توکمس (توکم) (۷۵۴۲); و ونتسپیلز (وینداو) (۷۱۳۲).
۷۵ درصد از جمعیت به فرقه غالب، یعنی لوترانیسم تعلق داشتند. بقیه متعلق به کلیساهای ارتدکس شرقی و کاتولیک رومی بودند. جمعیت کمی اما پرشور یهودی وجود داشت.